# فيلاس (كولورادو)
فيلاس (بالإنجليزية: Vilas, Colorado)‏ هي بلدة تقع في مقاطعة باكا، كولورادو بولاية كولورادو في الولايات المتحدة. تبلغ مساحتها 0.3 (كم²)، وترتفع عن سطح البحر 1266 م، بلغ عدد سكانها 114 نسمة في عام 2010 حسب إحصاء مكتب تعداد الولايات المتحدة وتصل الكثافة السكانية فيها 344.3 نسمة/كم2.

## التركيبة السكانية
حدّد مكتب تعداد الولايات المتحدة بيانات التركيبة السكانية لفيلاس في تعداد الولايات المتحدة. في ما يلي، التركيبة السكانية حسب تعدادي 2000 و2010.

### تعداد عام 2000
بلغ عدد سكان فيلاس 110 نسمة بحسب تعداد عام 2000، وبلغ عدد الأسر 45 أسرة وعدد العائلات 31 عائلة مقيمة في البلدة. في حين سجلت الكثافة السكانية 333.3 نسمة لكل كيلومتر مربع (863.2/ميل2). وبلغ عدد الوحدات السكنية 51 وحدة بمتوسط كثافة قدره 154.5 لكل كيلومتر مربع (400.2/ميل2).
وتوزع التركيب العرقي للبلدة بنسبة 93.64% من البيض و3.64% من الأمريكيين الأصليين و2.73% من عرقين مختلطين أو أكثر و13.64% من الهسبانيون أو اللاتينيون من أي عرق.
بلغ عدد الأسر 45 أسرة كانت نسبة 26.7% منها لديها أطفال تحت سن الثامنة عشر تعيش معهم، وبلغت نسبة الأزواج القاطنين مع بعضهم البعض 53.3% من أصل المجموع الكلي للأسر، ونسبة 11.1% من الأسر كان لديها معيلات من الإناث دون وجود شريك،  بينما كانت نسبة 4.4% من الأسر لديها معيلون من الذكور دون وجود شريكة وكانت نسبة 31.1% من غير العائلات. تألفت نسبة 26.7% من أصل جميع الأسر من عدة أفراد يعيشون في نفس المنزل ونسبة 8.9% كانت تتألف من شخص يعيش بمفرده يبلغ من العمر 65 عاماً أو أكثر. وبلغ متوسط حجم الأسرة المعيشية 2.44، أما متوسط حجم العائلات فبلغ 2.94.
بلغ العمر الوسطي للسكان 40.5 عاماً. وكانت نسبة 21.8% من القاطنين تحت سن الثامنة عشر، وكانت نسبة 12.7% بين الثامنة عشر والرابعة والعشرين عاماً، ونسبة 21.8% كانت واقعةً في الفئة العمرية ما بين الخامسة والعشرين والرابعة والأربعين عاماً، ونسبة 22.7% كانت ما بين الخامسة والأربعين والرابعة والستين، ونسبة 20.9% كانت ضمن فئة الخامسة والستين عاماً فما فوق. يوجد لكل 100 أنثى 96.4 ذكر، ويوجد لكل 100 أنثى في الثامنة عشر من عمرها فما فوق 104.8 ذكر.
بلغ متوسط دخل الأسرة في البلدة 34,167 دولارًا، أما متوسط دخل العائلة فبلغ 41,250 دولارًا. وكان متوسط دخل الذكور 33,750 دولارًا مقابل 55,417 دولارًا للإناث. وسجل دخل الفرد الخاص بالبلدة 15,198 دولارًا. وكانت نسبة 0% من العائلات ونسبة 6% من السكان تحت خط الفقر، وكان من هؤلاء نسبة 0% تحت سن الثامنة عشر ونسبة 6.1% في الخامسة والستين من العمر وما فوق.

### تعداد عام 2010
بلغ عدد سكان فيلاس 114 نسمة بحسب تعداد عام 2010، وبلغ عدد الأسر 44 أسرة وعدد العائلات 28 عائلة مقيمة في البلدة. في حين سجلت الكثافة السكانية 345.5 نسمة لكل كيلومتر مربع (894.8/ميل2). وبلغ عدد الوحدات السكنية 60 وحدة بمتوسط كثافة قدره 181.8 لكل كيلومتر مربع (470.9/ميل2).
وتوزع التركيب العرقي للبلدة بنسبة 92.11% من البيض و0.88% من الأمريكيين الأصليين و0.88% من الأمريكيين ذوي الأصول الآسيوية و4.39% من الأعراق الأخرى و1.75% من عرقين مختلطين أو أكثر و14.04% من الهسبانيون أو اللاتينيون من أي عرق.
بلغ عدد الأسر 44 أسرة كانت نسبة 40.9% منها لديها أطفال تحت سن الثامنة عشر تعيش معهم، وبلغت نسبة الأزواج القاطنين مع بعضهم البعض 43.2% من أصل المجموع الكلي للأسر، ونسبة 13.6% من الأسر كان لديها معيلات من الإناث دون وجود شريك،  بينما كانت نسبة 6.8% من الأسر لديها معيلون من الذكور دون وجود شريكة وكانت نسبة 36.4% من غير العائلات. تألفت نسبة 34.1% من أصل جميع الأسر من عدة أفراد يعيشون في نفس المنزل ونسبة 15.9% كانت تتألف من شخص يعيش بمفرده يبلغ من العمر 65 عاماً أو أكثر. وبلغ متوسط حجم الأسرة المعيشية 2.59، أما متوسط حجم العائلات فبلغ 3.36.
بلغ العمر الوسطي للسكان 34.0 عاماً. وكانت نسبة 29.8% من القاطنين تحت سن الثامنة عشر، وكانت نسبة 7% بين الثامنة عشر والرابعة والعشرين عاماً، ونسبة 24.6% كانت واقعةً في الفئة العمرية ما بين الخامسة والعشرين والرابعة والأربعين عاماً، ونسبة 23.7% كانت ما بين الخامسة والأربعين والرابعة والستين، ونسبة 14.9% كانت ضمن فئة الخامسة والستين عاماً فما فوق. وتوزع التركيب الجنسي للسكان بنسبة 49.1% ذكور و50.9% إناث.

## وصلات خارجية
- The US50 - Cities and Towns in Colorado State
- Colorado Cities and Towns, Facts, Map, Flag, Colleges, Government, and More